# Margot Hielscher

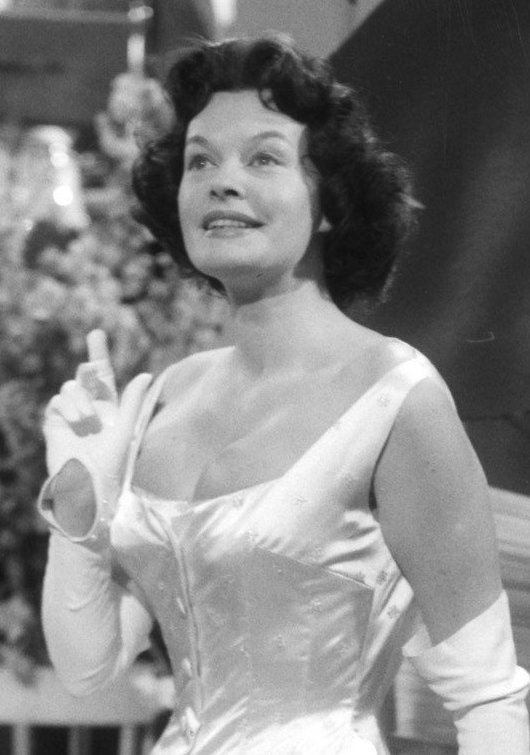
Margot Hielscher beim Grand Prix Eurovision de la Chanson Européenne 1958

Margot Marie Else Hielscher (* 29. September 1919 in Berlin; † 20. August 2017 in München) war eine deutsche Schlagersängerin, Schauspielerin und Kostümbildnerin.

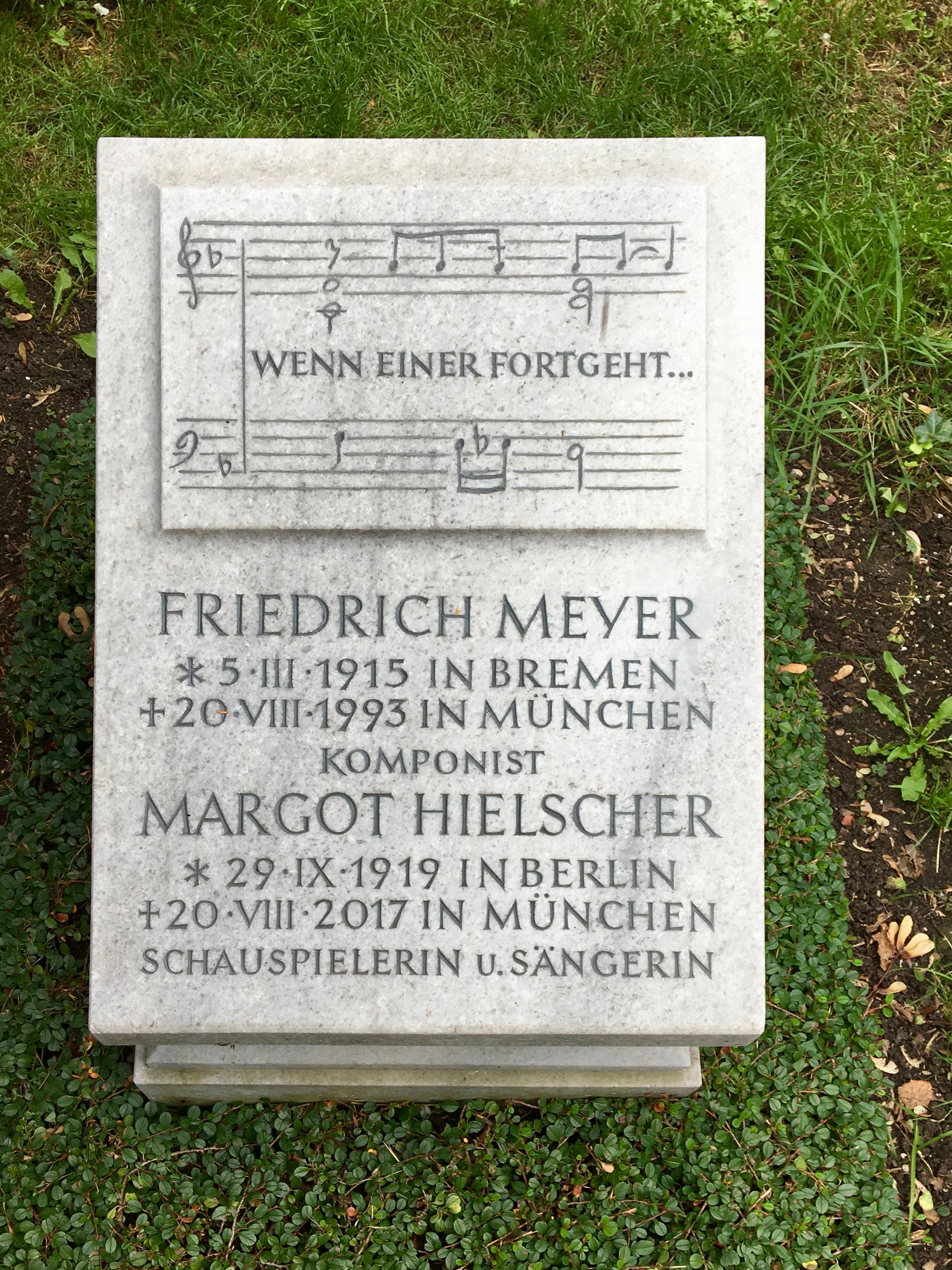
Grab von Margot Hielscher (1919–2017) auf dem Bogenhauser Friedhof

## Leben
Die Tochter eines Reisebüro-Inhabers absolvierte zunächst von 1935 bis 1939 eine Ausbildung als Kostümbildnerin und Modedesignerin. Als sie die Textil- und Modeschule Berlin besuchte, kam sie auch mit Film- und Gesangsgrößen jener Zeit in Berührung. Margot Hielscher wurde zur Fortbildung in Gesang und Schauspielerei ermutigt und ließ sich 1937 bis 1940 bei Albert Florath und Maria Koppenhöfer ausbilden. Hielscher hat – wie u. a. in dem Film Reise in die Vergangenheit (1943) zu sehen und zu hören ist – auf hohem Niveau Klavier gespielt und war zeitweilig eine Schülerin von Rudolf Serkin.
Ab 1939 arbeitete Hielscher als Kostümbildnerin beim Film. Dabei wurde sie von Theo Mackeben entdeckt, der sie sogleich für den Film engagierte. In dem Streifen Das Herz der Königin spielte sie 1940 ihre erste Rolle neben Zarah Leander. Durch ihre Rollen in verschiedenen Liebeskomödien, bei denen sie auch als Sängerin hervortrat, zählte sie bald zu den beliebtesten Darstellerinnen des deutschen Films während des Zweiten Weltkriegs. Sie unternahm während der Kriegszeit und auch danach mehrfach Tourneen als Sängerin zur Truppenbetreuung. Sie stand 1944 in der Gottbegnadeten-Liste des Reichsministeriums für Volksaufklärung und Propaganda.
Nach dem Krieg trat sie als Sängerin vor GIs auf und arbeitete für den Hörfunk. Mit der Kapelle Gene Hammers war sie häufig auf Tournee. In dem von ihr angeregten Film Hallo Fräulein (1949), zu dem sie auch das Co-Drehbuch beisteuerte, fanden sich teilweise ihre Erlebnisse der unmittelbaren Nachkriegszeit wieder. Während der Dreharbeiten lernte sie ihren künftigen Ehemann, den Filmkomponisten Friedrich Meyer, kennen, den sie zehn Jahre später heiratete.
1950 gründete sie mit Kurt Meisel die Filmgesellschaft Hielscher-Meisel-Kollektiv (HMK), die zwei Filme produzierte, sich dann aber auflöste. Fortan hatte die gesangliche Karriere für sie Vorrang, in Filmen trat sie häufig bei Gesangseinlagen auf. In den Jahren 1957 und 1958 vertrat Hielscher die Bundesrepublik beim Grand Prix Eurovision de la Chanson. 1957 belegte sie mit dem Lied Telefon, Telefon den vierten Platz, 1958 mit dem Lied Für zwei Groschen Musik den siebten Platz. Der Musiker und Entertainer Götz Alsmann bezeichnete ihre Stimme später einmal als Mischung aus Jazzgesang und Operettensopran.
In den 1950er Jahren moderierte sie im Bayerischen Fernsehen die erste Talkshow Deutschlands Zu Gast bei Margot Hielscher, die nach nur zwei Jahren abgesetzt wurde. In der Sendung waren unter anderem Maurice Chevalier und Romy Schneider zu Gast. Hielscher führte das Konzept der Sendung im Radio fort, wo sie mit rund 700 Prominenten sprach.
Bis in die späten 1980er Jahre hatte sie zahlreiche Auftritte in Fernsehserien, wie etwa als Gräfin Louise Gräfin Hayn-Hohenstein in der ZDF-Serie Rivalen der Rennbahn. 1991/92 trat sie in Berlin im Theater des Westens in dem Sondheim-Musical Follies neben Eartha Kitt, Brigitte Mira und Renate Holm auf. Eine ihrer letzten TV-Rollen spielte sie 1994 in der Serie Der Nelkenkönig, danach zog sie sich vom Film- und Fernsehgeschäft zurück. Daneben war sie selbst Gast in vielen großen deutschen Unterhaltungsshows, so unter anderem 1998 bei Boulevard Bio. Von da an war sie vor allem durch Bühnenauftritte präsent, so 2006 in der Philharmonie im Gasteig, 2007 in der Berliner Philharmonie und 2008 in der Komödie im Bayerischen Hof.
Insgesamt wirkte Hielscher in 60 Spielfilmen und in etwa 200 Fernseh-Produktionen mit. Darüber hinaus sind über 400 Gesangsaufnahmen von ihr erhalten. Bei der Produktion des im September 2010 veröffentlichten Albums Mezzanotte von Ulrich Tukur war Hielscher seine Duettpartnerin bei dem Lied Hörst du das Meer?
Hielscher lebte seit 1942 im Münchner Stadtteil Bogenhausen (Herzogpark). Ab 1953 bis zu ihrem Tode bewohnte sie dort eine als „Gartenhofhaus“ erbaute Villa des Architekten Paul Stohrer.
Noch 1941 hatte ein Verehrer, der Schauspieler Fritz Odemar, sein Wohnhaus im westhavelländischen Semlin verkauft, um der jungen Schauspielerin mitten im Krieg einen Pelzmantel zu Füßen legen zu können. Für die 22-Jährige hatte er eine Wohnung in der Hildegardstraße 1 in Berlin angemietet. Hielscher pflegte Bekanntschaften unter anderem zu Erich Kästner, Benny Goodman und Joachim Fuchsberger. 2011 besuchte Götz Alsmann sie und unterhielt sich mit ihr über ihr Leben und Werk. Dieses Gespräch dokumentiert der einstündige Film Herr Alsmann trifft Frau Hielscher von Klaus Michael Heinz, ausgestrahlt im WDR Fernsehen am 1. November 2011.

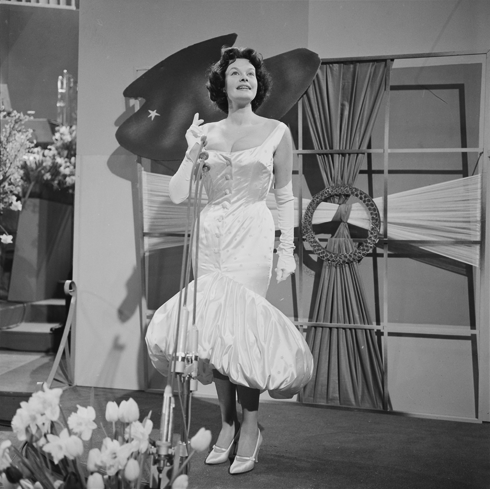
Margot Hielscher beim Grand Prix Eurovision de la Chanson Européenne 1958

Hielscher starb im August 2017, sechs Wochen vor Vollendung ihres 98. Lebensjahres, in München. An der Trauerfeier am 25. August 2017 auf dem Ostfriedhof nahmen neben der Familie auch Christian Ude, Uschi Glas, Bob Ross, Max Raabe und die Kessler-Zwillinge teil.
Ihre letzte Ruhestätte fand Hielscher neben ihrem 1993 verstorbenen Ehemann Friedrich Meyer auf dem Bogenhausener Friedhof.

## Margot-Hielscher-Preis
Im Rahmen des Filmfestes München wurde 2019 erstmals ein mit 10.000 Euro dotierter Margot-Hielscher-Preis vergeben. Hiermit soll eine herausragende nationale oder internationale Künstlerpersönlichkeit geehrt werden, die sich bereits in jungen Jahren durch Vielseitigkeit und Leistungen in verschiedenen kulturellen Disziplinen ausgezeichnet hat.
- 2019 war der französische Schauspieler und Regisseur Louis Garrel der erste Preisträger.
- 2021 wurde der Preis Franka Potente zuerkannt.[13]

## Auszeichnungen und Ehrungen
- 1978 Bundesverdienstkreuz 1. Klasse
- 1985 Filmband in Gold für langjähriges und hervorragendes Wirken im deutschen Film
- 2016 Ernennung zum Ehrenmitglied der Europäischen Kulturwerkstatt Berlin – Wien (EKW)
- 2019 Benennung der Margot-Hielscher-Straße in München Lochhausen[14]

## Schlager (Auswahl)
- Ich sage ja (1942)
- Frauen sind keine Engel (1943)
- Anette (1951)
- Frère Jacques (1951)
- Schau in meine Augen (1952)
- Das Schwabinglied (1955)
- Telefon, Telefon (1957)
- Für zwei Groschen Musik (1958)

Außerdem sang sie viele Chansons und Schlager, die andere allerdings vor ihr zuerst herausgebracht hatten.

## Filmografie
als Schauspielerin, wenn nicht anders angegeben:
- 1939: Paradies der Junggesellen (Kostüme)
- 1939: Hurra! Ich bin Papa! (Kostüme)
- 1940: Lauter Liebe (Kostüme)
- 1940: Kora Terry (Kostüme)
- 1940: Der Gasmann (Kostüme)
- 1940: Das Herz der Königin
- 1941: Auf Wiedersehn, Franziska (auch Kostüme)
- 1942: Der Hochtourist
- 1943: Frauen sind keine Engel
- 1943: Liebespremiere
- 1943: Das Lied der Nachtigall
- 1943: Reise in die Vergangenheit
- 1943/47: Spuk im Schloß
- 1944: In flagranti
- 1944: Der Täter ist unter uns
- 1944/49: Dreimal Komödie
- 1945: Shiva und die Galgenblume
- 1949: Der blaue Strohhut
- 1949: Hallo Fräulein! (auch Co-Drehbuch)
- 1950: Liebe auf Eis (Männer um Angelika)
- 1951: Dämonische Liebe
- 1952: Heimweh nach Dir
- 1952: Des Teufels Erbe (The Devil Makes Three)
- 1953: Salto Mortale
- 1953: Die vertagte Hochzeitsnacht
- 1953: Schlagerparade
- 1953: Jonny rettet Nebrador
- 1954: Die Mücke
- 1954: Das ewige Lied der Liebe (Nel gorgo del peccato)
- 1954: Bei Dir war es immer so schön
- 1956: Anastasia, die letzte Zarentochter
- 1957: Hoch droben auf dem Berg
- 1958: Liebespremiere
- 1961: Mörderspiel
- 1962: Das schwarz-weiß-rote Himmelbett
- 1964: Wälsungenblut
- 1969: Salto Mortale (Fernsehserie)
- 1971: Rosy und der Herr aus Bonn
- 1972: Suchen Sie Dr. Suk!
- 1973: Frau Wirtins tolle Töchterlein
- 1974: Dr. med. Mark Wedmann – Detektiv inbegriffen (Fernsehserie)
- 1975: Flirt von gestern
- 1977: Die Kette (Fernsehfilm, 2 Teile)
- 1982: Der Zauberberg
- 1982: Doktor Faustus
- 1986: Ein Fall für zwei: Erben und Sterben (Fernsehserie, 1 Folge)
- 1986: My Life for Zarah Leander
- 1987: Reichshauptstadt privat
- 1988: Wilder Westen inclusive (Mehrteiler)
- 1989: Rivalen der Rennbahn (Serie)
- 1994: Der Nelkenkönig (Serie)

## Hörspiele (Auswahl)
- 1953: Alexander Lernet-Holenia: Der Herr von Paris (Jeannette) – Bearbeitung und Regie: Fritz Benscher (Hörspiel – BR)
- 1955: Félicien Marceau, Belisario Randone: Eduard und Caroline. Ein musikalisches Hörspiel(Caroline) – Regie: Cläre Schimmel (Hörspielbearbeitung – SDR)
- 1958: Lester Powell: Die Dame ist blond (8 Teile) – Regie: Ferry Bauer (Original-Hörspiel, Kriminalhörspiel – ORF Oberösterreich)
- 1959: Johann Nestroy: Tannhäuser. Opernparodie (Elisabeth) – Regie: Joseph Strobl (Hörspielbearbeitung – BR)
- 1961: Günter Eich: Der letzte Tag von Lissabon (Inez) – Regie: Otto Kurth (Originalhörspiel – SDR)
- 1965: Eugène Scribe: Gefährliches Spiel – Bearbeitung und Regie: Hans Krendlesberger (Hörspielbearbeitung – ORF Oberösterreich)
- 1965: Hans Krendlesberger: Meine Schwester in Paris – Regie: Hans Krendlesberger (Originalhörspiel – ORF Oberösterreich)
- 1966: Luise Rinser: Ein alter Mann stirbt – Regie: Hans Krendlesberger (Hörspielbearbeitung – ORF Oberösterreich)
- 1966: Lester Powell: Die Dame filmt (8 Teile) – Regie: Ferry Bauer (Originalhörspiel, Kriminalhörspiel – ORF Oberösterreich)
- 1967: Menyhért Lengyel: Ninotschka (Ninotschka) – Regie:Ferry Bauer (Hörspielbearbeitung – ORF Oberösterreich)
- 1969: Cesare Meano: Mutmassungen Über Salome (Salome) – Regie: Ferry Bauer (Hörspielbearbeitung – ORF Oberösterreich)
- 1971: Jean-Pierre Ferrière: Die Zauberlehrlinge (François Ballard) – Regie: Hellmuth Kirchammer, Alexander Malachovsky (Hörspielbearbeitung, Kriminalhörspiel – BR)
- 1975: Johann Nestroy: Tannhäuser. Eine Parodie (Elisabeth) – Bearbeitung und Regie: Karl Bogner (Hörspielbearbeitung – BR)
- 1979: Eduardo DeFilippo: Samstag, Sonntag, Montag (Amelia) – Bearbeitung und Regie: Lilian Westphal (Hörspielbearbeitung – BR)[15]